# Якунин, Николай Петрович
Николай Петрович Якунин (1 ноября 1902 года, село Михайловское, Оренбургский уезд, Оренбургская губерния, ныне с. Шарлык Шарлыкского района Оренбургской области — 30 сентября 1944 год, район г. Мадона, Мадонский край, Латвийская ССР) — советский военный деятель, генерал-майор (10 ноября 1942 года).

## Начальная биография
Николай Петрович Якунин родился 1 ноября 1902 года в селе Михайловское, ныне с. Шарлык Шарлыкского района Оренбургской области.

## Военная служба

### Гражданская война
В январе 1918 года вступил в отряд Красной гвардии, а затем — в 1-й Рабочий Оренбургский полк, в составе которых принимал участие в боевых действиях на Восточном фронте против вооружённых формирований под командованием генерала А. И. Дутова, в бою получил пулевое ранение в грудь. После излечения в апреле того же года направлен красноармейцем в 96-й этапный отряд ВОХР, в декабре того же года — в конную разведку 1-й армии посыльным телефониста, а в феврале 1919 года назначен заведующим мастерскими 35-го продовольственного транспорта.
В мае 1920 года направлен на учёбу на 3-и Оренбургские (Борисоглебские) кавалерийские курсы, в составе которых принимал участие в боевых действиях по подавлению мятежа под руководством А. П. Сапожкова на территории Саратовской и Астраханской губерний. После окончании курсов в декабре того же года назначен на должность командира взвода в составе 33-го отдельного кавалерийского эскадрона.

### Межвоенное время
С мая 1921 по сентябрь 1922 года Якунин проходил обучение в Военной школе физкультурных инструкторов. В мае 1923 года направлен на учёбу в 3-ю Самарскую кавалерийскую школу, после расформирования которой в 1924 году был переведён в 6-ю Симферопольскую кавалерийскую школу. После окончания школы в октябре 1925 года направлен в 64-й кавалерийский полк (8-я Гомельская кавалерийская дивизия, Туркестанский фронт), в составе которого принимал участие в боевых действиях против басмачества. В том же году вступил в ряды ВКП(б).
В апреле 1926 года направлен на укомплектование 8-й Терской кавалерийской дивизии, где служил в составе 46-го кавалерийского полка на должностях командира кавалерийского взвода, взвода полковой школы, а с июня того же года — по совместительству наблюдающим за физической подготовкой полка. В ноябре 1927 года откомандирован в 48-й кавалерийский полк, где был назначен на должность командира пулемётного эскадрона, а в декабре направлен на учёбу на курсы пулемётчиков при Стрелково-тактических курсах «Выстрел», затем — на бригадные пулемётные курсы при 3-й кавалерийской бригаде, после окончания которых в апреле 1929 года назначен на должность курсового командира Объединённой Татаро-Башкирской военной школы имени Татарского ЦИК. В ноябре того же года направлен на 4-месячные курсы при Управлении делами наркомвоенмора РВС СССР, после окончания которых в апреле 1930 года назначен на должность начальника 1-го отделения штаба 7-й Самарской кавалерийской дивизии, с мая по совместительству исполнял должность начальника 1-го отделения штаба 3-го кавалерийского корпуса, а в ноябре 1931 года назначен на должность начальника 1-го отделения штаба 5-й кавалерийской дивизии.
В апреле 1933 года направлен на учёбу в Военную академию имени М. В. Фрунзе, после окончания которой в ноябре 1936 года назначен на должность помощника начальника 1-го отделения штаба 4-го кавалерийского корпуса, в апреле 1937 года — на должность помощника начальника 2-го отдела штаба Северокавказского военного округа, а в октябре 1938 года — на должность начальника штаба 12-й Кубанской казачьей дивизии.
В ноябре 1938 года Якунин направлен на учёбу в Академию Генштаба РККА, однако в августе 1939 года назначен на должность начальника 1-го отдела штаба 3-го кавалерийского корпуса (Белорусский военный округ), дислоцированного в г. Лида, после чего принимал участие в походе Красной Армии в Западную Белоруссию. Вскоре был назначен на должность начальника отдела штаба армейской кавалерийской группы, созданной на базе корпуса, после чего участвовал в боевых действиях в ходе советско-финской войны.
В августе 1940 года назначен на должность начальника штаба 6-го механизированного корпуса, а в декабре того же года — на должность начальника 1-го (оперативного) отдела штаба армейской кавалерийской группы Киевского военного округа. В марте 1941 года вернулся к учёбе в Академии Генштаба имени К. Е. Ворошилова.

### Великая Отечественная война
C июля 1941 года Якунин формировал 52-ю кавалерийскую дивизию в составе Северокавказского военного округа. В августе дивизия была включена в состав 13-й армии, а в октябре — в оперативные группы под командованием генералов А. Н. Ермакова и Ф. Я. Костенко, в составе которых принимала участие в боевых действиях в ходе Смоленском сражении, Орловско-Брянской и Тульской оборонительной, Елецкой наступательной операций, а также в контрнаступлении под Москвой.
В марте 1942 года назначен на должность командира 21-й кавалерийской дивизии, которая вскоре принимала участие в боевых действиях в ходе Среднедонской наступательной операции и освобождении станицы Тацинская. В феврале 1943 года дивизия была преобразована в 14-ю гвардейскую, а Н. П. Якунин награждён орденом Красного Знамени. В наградном листе указывалось:

… т. ЯКУНИН, обладая исключительной храбростью и решительной настойчивостью в выполнении боевых приказов командования корпуса выходил на самые ответственные участки боя, где личным примером увлекал за собой в бой подразделения. — Наградной лист в электронном банке документов «Подвиг народа».
В мае назначен на должность заместителя командира 7-го гвардейского кавалерийского корпуса в составе Степного военного округа, однако с июня находился в распоряжении Военного совета Степного фронта, а затем — в распоряжении Главного управления кадров НКО. С ноября исполнял должность командира 98-го стрелкового корпуса, который принимал участие в боевых действиях в ходе Ленинградско-Новгородской наступательной операции.
В мае 1944 года назначен на должность заместителя командующего 8-й армией, после чего участвовал в ходе Нарвской наступательной операции. В июле того же года назначен на должность командира 124-го стрелкового корпуса, который в ходе Прибалтийской наступательной операции прорвал оборону противника, за что Якунин был награждён вторым орденом Красного Знамени.
30 сентября 1944 года генерал-майор Николай Петрович Якунин погиб в бою в районе города Мадона, получив множественные осколочные ранения, несовместимые с жизнью. 15 октября был представлен к ордену Ленина (посмертно). Похоронен с воинскими почестями в центре Мадоны у здания школы.

## Награды
- Орден Ленина; второй посмертно согласно Указу Президиума Верховного Совета СССР от 29 июня 1945 года[2];
- Два ордена Красного Знамени;
- Медали.

## Память
В мае 2020 года по инициативе политиков Национального объединения дума Мадонского края приняла решение о переносе расположенной возле Мадонской государственной гимназии могилы советского генерала на воинское кладбище, в 300 метрах юго-западнее, под предлогом того, что «нынешнее место захоронения находится в противоречии с сегодняшними политическо-идеологическими установками и политикой культурной среды в Латвии».
Общественники Латвии и России высказали возмущение этим решением (Дмитрий Ермолаев, Александр Дюков, Михаил Демурин, Армен Гаспарян, Александр Ржавин), однако посольство России в Латвийской республике дало согласие на перенос захоронения.
26 августа 2021 года участниками латвийского поискового отряда «Легенда» была произведена эксгумация останков, которую фиксировал краевед, автор карты воинских захоронений Латвии Александр Ржавин. Присутствовали технические работники посольства РФ.
На 27 сентября намечалась траурно-торжественная церемония перезахоронения останков генерала на Братском кладбище в городе Мадоне, рядом с боевыми товарищами Н. П. Якунина, однако через региональное отделение Поискового движения России поступила информация от родственников Николая Петровича, что они желают, чтобы генерал нашел последний приют на родине, в Оренбурге.
Видимо, затем последовал отказ родных от этой идеи, потому что 11 декабря 2021 года состоялась торжественная церемония перезахоронения останков советского военачальника генерал-майора Н. П. Якунина на советском воинском кладбище на Парковой горе в Мадоне, где покоятся 4186 его однополчан, погибших при освобождении Латвии от немецко-фашистских захватчиков. Мотивы отказа родственников от перевоза праха генерала Якунина на родину общественности остались неизвестны. 